# НЛО (фільм)
«НЛО» (англ. UFO) — американський науково-фантастичний трилер 2018 року про студента коледжу, який використовуючи свої математичні здібності, обчислює дані пов'язані з появою НЛО, в той час як ФБР уважно слідкує за ним.

## Сюжет
Студент з математичними здібностями Дерек з новин дізнається, що в аеропорту Цинциннаті було помічено невідомий об'єкт. В цей час ФБР починає розслідувати справу. Агент Алс прибуває на місце подій.
Дерек, зробивши математичні обчислення, спростовує слова механіка. Він телефонує агенту Еллісону. Той передає інформацію Алсу, який потім забороняє всім співробітникам аеропорту розголошувати будь-яку інформацію по справі. Через тіньовий інтернет студент дізнається ім'я пілота, який розмовляв з диспетчером. Зателефонувавши йому, Дерек з'ясовує, що він його не бачив, а чув. Герой продовжує обчислення. Нові розрахунки визначили код сигналу, а потім вдалося розшифрувати шум, який вказав, що прибульці знаходяться набагато ближче, а ніж вважається. Алс прослуховує розмови Дерека та після кожного його кроку звертається до експертів.
Дерек звертається по допомогу до професора Гендрікс. Вони разом прослуховують записи та виявляють, що звукові перешкоди відсутні тільки для сигналу оператора стільникового зв'язку, частота яких збігатися з частотою реліктового випромінювання водню. Під час лекції у Гендрікс сяйнула здогадка, що на записі є координати та час наступного прибуття НЛО. Дерек поспішає на машині. В радіоприймачі він чує звукові перешкоди. Дерек зупиняється. В небі з'являється НЛО. Студенту вдається зробити фотографію, до зникнення об'єкта. Поліцейські зупиняють машину Дерека. Алс знімає з нього наручники. Агент повідомляє, що це не перша поява НЛО. Кожне наступне повідомлення стає складнішим, вони розумніші за людей. Алс пропонує Дереку співпрацю. 

## У ролях
| Актор             | Роль              |
| ----------------- | ----------------- |
| Алекс Шарп        | Дерек             |
| Джилліан Андерсон | професор Гендрікс |
| Бенжамін Бітті    | Лі                |
| Елла Пернелл      | Наталі            |
| Девід Стретейрн   | Франклін Алс      |
| Кен Ерлі          | Дейв Еллісон      |
| Браян Баумен      | Роланд Джангер    |

## Створення фільму

### Виробництво
Зйомки фільму проходили в Цинциннаті, США восени 2016 року.

### Знімальна група
- Кінорежисер — Раян Еслінджер
- Сценарист — Раян Еслінджер
- Кінопродюсер — Еван Гейс, Том Райс, Джеффрі Шарп
- Композитор — Вест Ділан Тордсон
- Кінооператор — Раян Самул
- Кіномонтаж — Брендан Волш
- Художник-постановник — Дженніфер Клайд
- Художник-декоратор — Патрік Джексон
- Художник-костюмер — Айлін Аберкромбі
- Підбір акторів — Керрі Барден, Пол Шні[3]

## Сприйняття
Фільм отримав схвальні відгуки. На сайті Rotten Tomatoes оцінка стрічки становить 64 % на основі 168 відгуків від глядачів (середня оцінка 3,5/5). Фільму зарахований «попкорн» від глядачів, Internet Movie Database — 6,2/10 (5 366 голосів).